# 帕錢加拉區
10°48′45″S 76°52′28″W / 10.81250°S 76.87444°W
帕錢加拉區（西班牙語：Distrito de Pachangara），是秘魯的一個區，位於該國中南部利馬大區的奧永省，始建於1863年1月28日，面積252.1平方公里，海拔高度2,265米，2005年人口3,011，人口密度每平方公里12人。